# Psychedelische truffels

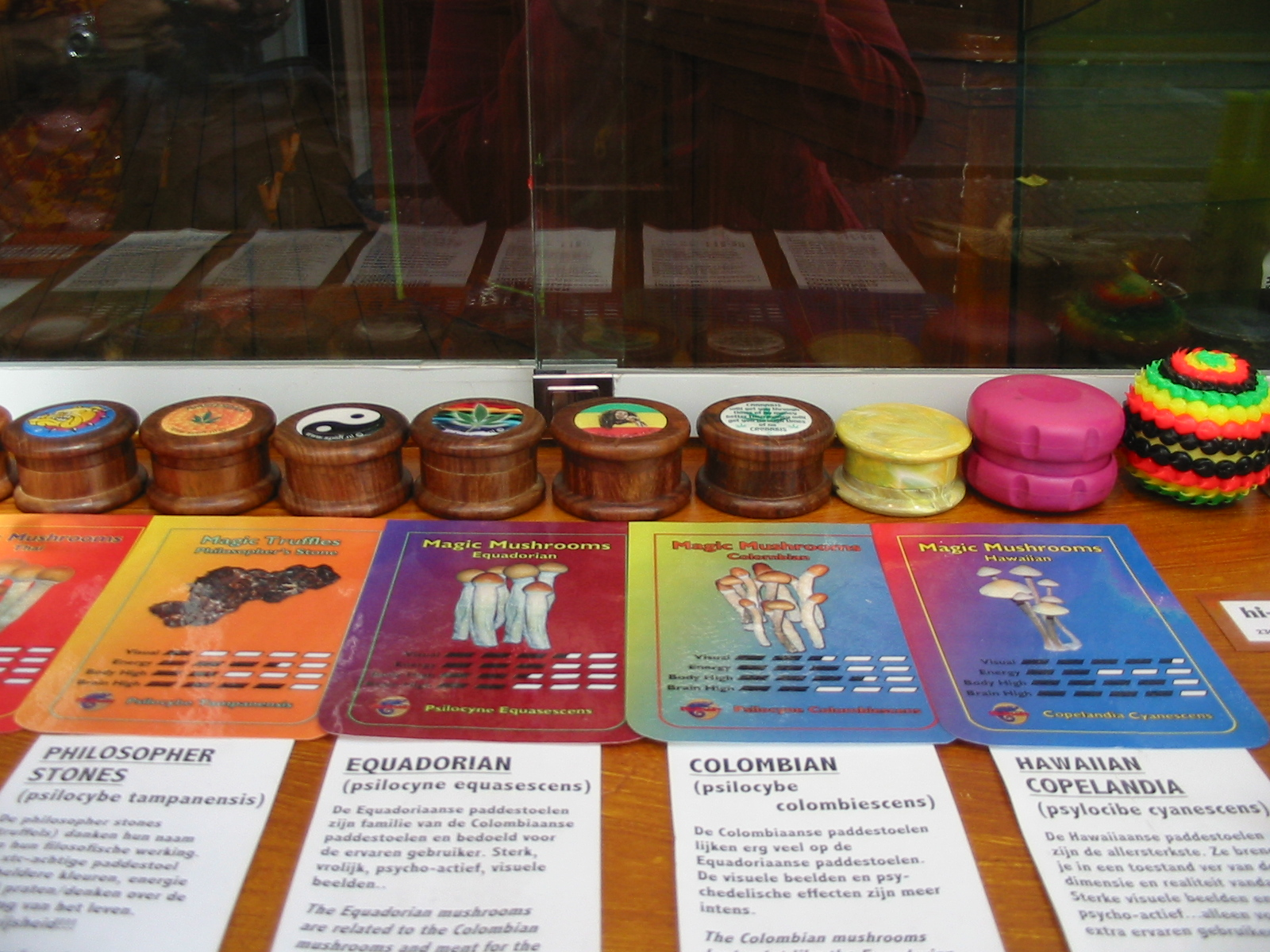
Psychedelische truffels en paddo's in een etalage aan de Warmoesstraat in 2007.

Psychedelische truffels of sclerotia (Engels: magic truffles - in het Nederlands informeel soms ook triptruffels of magische truffels genoemd) is een verzamelnaam voor schimmels die bij consumptie psychedelische effecten geven, vergelijkbaar met paddo's (Engels: magic mushrooms). De stoffen die voor het psychedelisch effect zorgen zijn psilocybine, psilocine en baeocystine, dat ook in paddo's voorkomt. De truffels zorgen voor een verandering van de waarnemingen zoals: kleuren feller zien, geluiden intenser beleven, hallucineren.
Truffels zijn populair geworden in Nederland nadat de verkoop van paddo's werd verboden in 2008, omdat ze niet tot de paddenstoelen behoren en daardoor niet onder de Opiumwet vallen. 

## De werking
De truffels worden meestal rauw gegeten. De meeste mensen beschrijven de smaak van truffels als onsmakelijk. Na 15 minuten begint het langzaam te werken en tussen de 30 en de 60 minuten begint de trip. Als het wordt ingenomen als thee kan de werking sneller beginnen. De eerste effecten zijn: de geluiden vloeien in elkaar over, een euforisch gevoel, slappere spieren en ontspanning. Voorwerpen beginnen te golven, kleuren zijn intenser. De werking gaat schoksgewijs en is dus het ene moment intenser dan het andere moment. De trip duurt 3-6 uur en het duurt minstens 16 uur voor de gebruiker weer helemaal nuchter is en de reactiesnelheid weer normaal is. De werking neemt af als het meer dan een paar keer gedaan wordt in korte tijd.

## Verslaving
De kans op (geestelijke) verslaving is zeer klein. Binnen een paar dagen na de vorige keer nog een keer gebruiken geeft weinig effect i.v.m. een opgebouwde tolerantie, hierdoor is het ontwikkelen van een lichamelijke verslaving uitzonderlijk.

## Wetgeving
Truffels zijn in Nederland niet verboden (mits vers) en zijn daarom in smartshops te koop voor personen boven de 18 jaar. Psilocybine, de werkzame stof in truffels staat op Opium Lijst I en het is daarom verboden de psilocybine uit de truffels te halen. Het drogen van truffels valt ook onder het produceren van drugs en is daarom verboden. Het laten groeien van truffels, het in het bezit hebben en het gebruik van truffels is in Nederland toegestaan.

## Soorten
Er zijn verschillende soorten truffels: de Psilocybe mexicana (Jalisco/Mexicana A), Psilocybe atlantis, Psilocybe tampanensis en de Psilocybe galindoi. Truffels in smartshops hebben veelal fantasienamen. Dit betreft handelsbenamingen en geen botanische termen.
Een aantal truffelnamen:
- Philosopher Stone (Psilocybe tampanensis)
- Triptruffels
- Outer Space
- Space Shuttles
- Dolphins
- Mexican Eyes
- Holandia
- Atlantis (Psilocybe atlantis)
- Mexicana (Psilocybe mexicana)